# Вивье-сюр-Шьер
Вивье́-сюр-Шье́р (фр. Viviers-sur-Chiers) — коммуна во французском департаменте Мёрт и Мозель региона Лотарингия. Относится к кантону Лонгюйон.

## География

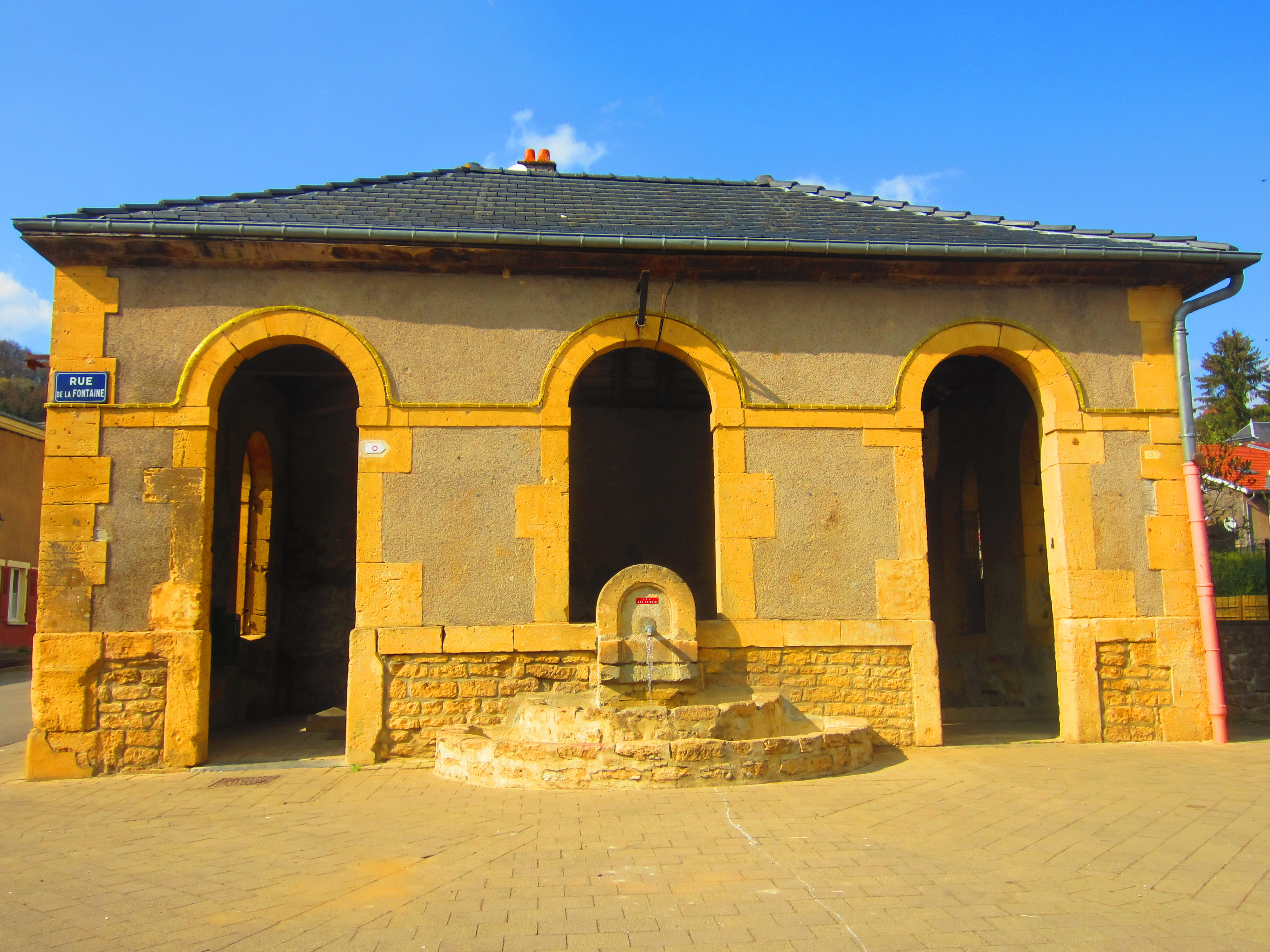
Лавуар.

Вивье-сюр-Шьер расположен в 60 км к северо-западу от Меца и в 100 км к северо-западу от Нанси. Соседние коммуны: Телланкур на севере, Френуа-ла-Монтань на северо-востоке, Монтиньи-сюр-Шьер и Юньи на востоке, Лонгюйон на юго-западе.
Коммуна стоит в долине реки Шьер, по левому берегу которой проходит железная дорога Лонгюйон—Лонгви.

## Демография
Население коммуны на 2010 год составляло 668 человек.
| 1962 | 1968 | 1975 | 1982 | 1990 | 1999 | 2010 |
| ---- | ---- | ---- | ---- | ---- | ---- | ---- |
| 624  | 670  | 662  | 628  | 561  | 608  | 668  |

## Достопримечательности
- Церковь Сен-Мартен XII века, построена в готическом стиле.